# Dolorian
Dolorian – fiński zespół pochodzący z Oulu. Ich brzmienie łączy w sobie elementy atmosferycznego doom metalu, black metalu i dark ambientu. Zespół powstał latem 1997 roku. Głównym tematem liryki jest depresja, nieszczęście, strata i duchowość.

## Muzycy
Obecny skład zespołu
- Anti Ittna Haapapuro – wokal, gitara elektryczna
- Ari Kukkohovi – perkusja, gitara elektryczna, gitara basowa
- Jussi Ontero – keyboard

Byli członkowie zespołu
- Heidi Riihinen – sesyjny keyboard (demo 1997)

## Dyskografia
- When All the Laughter Has Gone (1999)
- Dolorian (2001)
- Dolorian / Shining split (2003)
- Voidwards (2006)